# Rectusskede
Rectusskeden er dannet af aponeuroser af den tværgående bugmuskel og de skrå ydre og indre bugmuskler. Den indeholder rectus abdominis- og pyramidalismusklerne
Den kan deles op i anteriore og posteriore laminae (tynde plader).